# پاپ مارتین پنجم
پاپ مارتین پنجم (به انگلیسی: Martin V) ۲۰۶امین پاپ کلیسای کاتولیک رم بود که در رم به دنیا آمد و از ۱۴۱۷ تا ۱۴۳۱ میلادی پاپ بود.